# Vleeshuis (Oudenaarde)

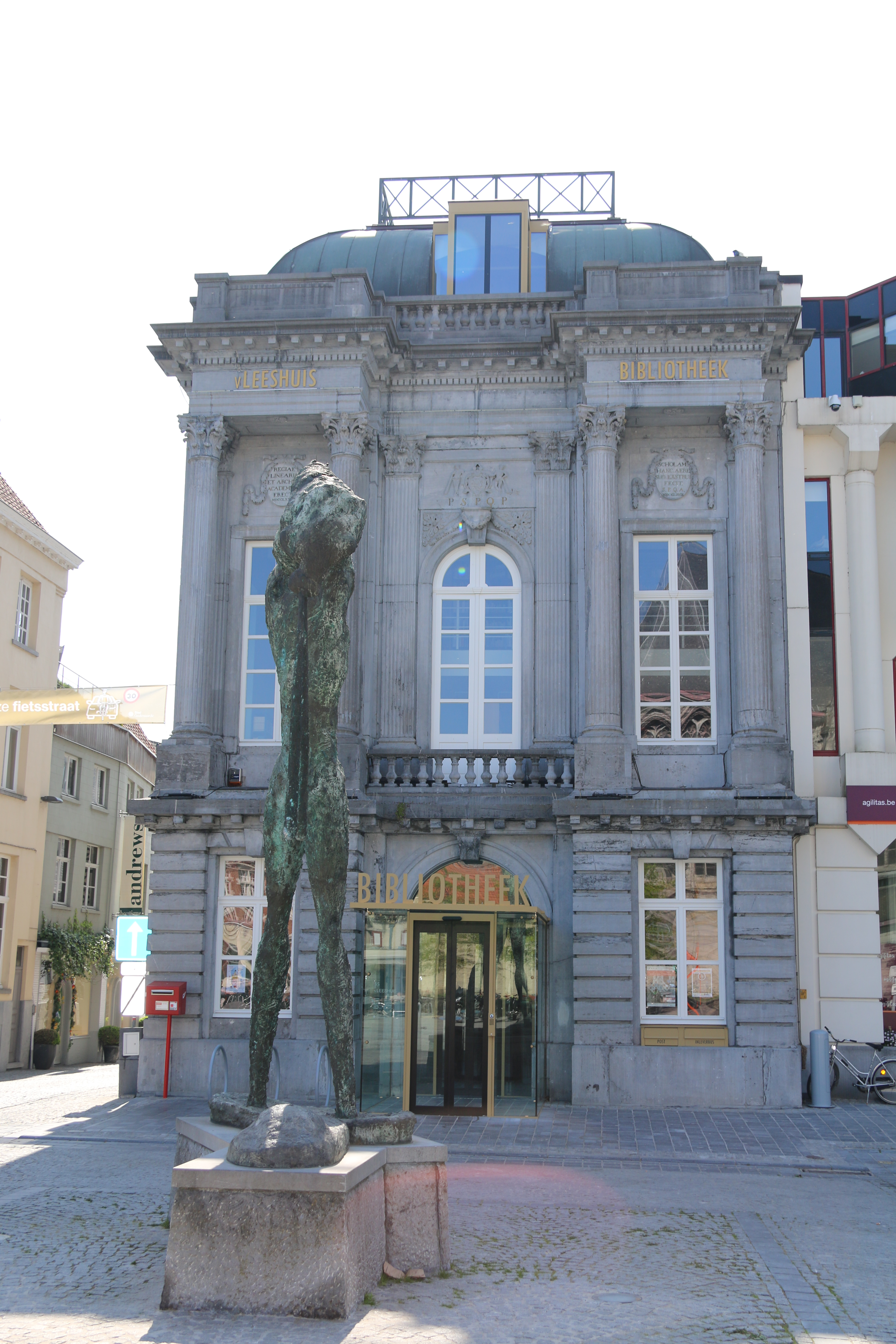

Het Vleeshuis is een historisch gebouw op de Markt in Oudenaarde in de Belgische provincie Oost-Vlaanderen. Het classicistische gebouw werd tussen 1779 en 1783 opgericht als vervanging van een overdekte vleesmarkt die dateerde uit de 14e eeuw. De voorgevel bestaat uit hardsteen van Feluy en heeft een centrale rondboogpoort. De gevel wordt verder gekenmerkt door Korinthische zuilen, het stadswapen, ovale medaillons en guirlandes. De bovenste verdieping werd (tot de jaren 70) als tekenacademie gebruikt; de onderste verdieping was (tot 1868) een vleeshal. Vanaf de jaren 80 wordt het gerestaureerde gebouw gebruikt voor de Oudenaardse stadsbibliotheek. Tussen 2020 en 2021 werd het gebouw gerenoveerd voor bibliotheek vLEESHUIS. 

## Afbeeldingen

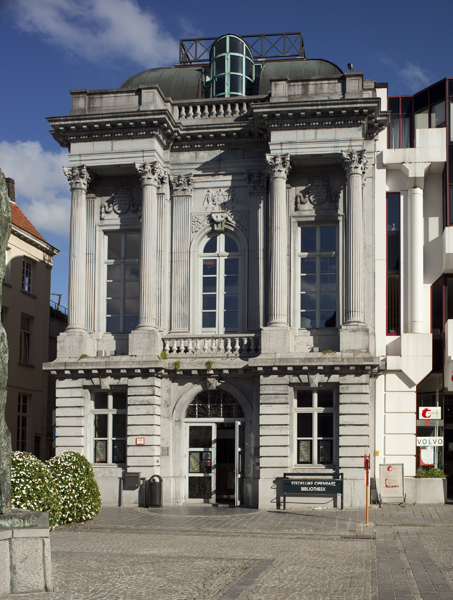
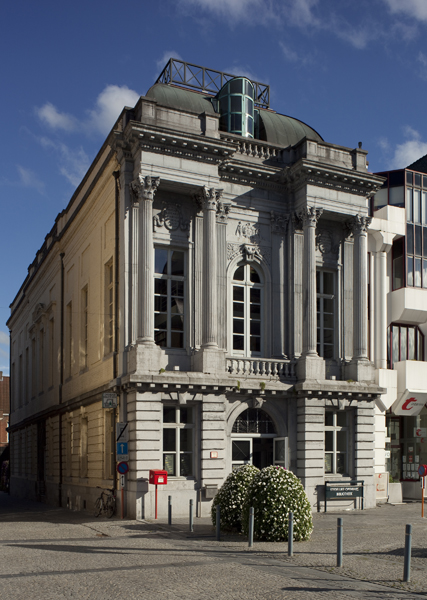